# Route M30 (Ukraine)
La route M 30 est une voie d'importance nationale en Ukraine. 
Elle traverse l'Ukraine de Stryi jusqu'à Izvaryne-Donetsk (en) situé à la frontière entre la Russie et l'Ukraine,.

## Description
Ouverte le 28 avril 2021 à la suite de la fusion des routes M04 et M12 comme Route de l'unité, elle est une partie de la Route européenne 50.

## Galerie

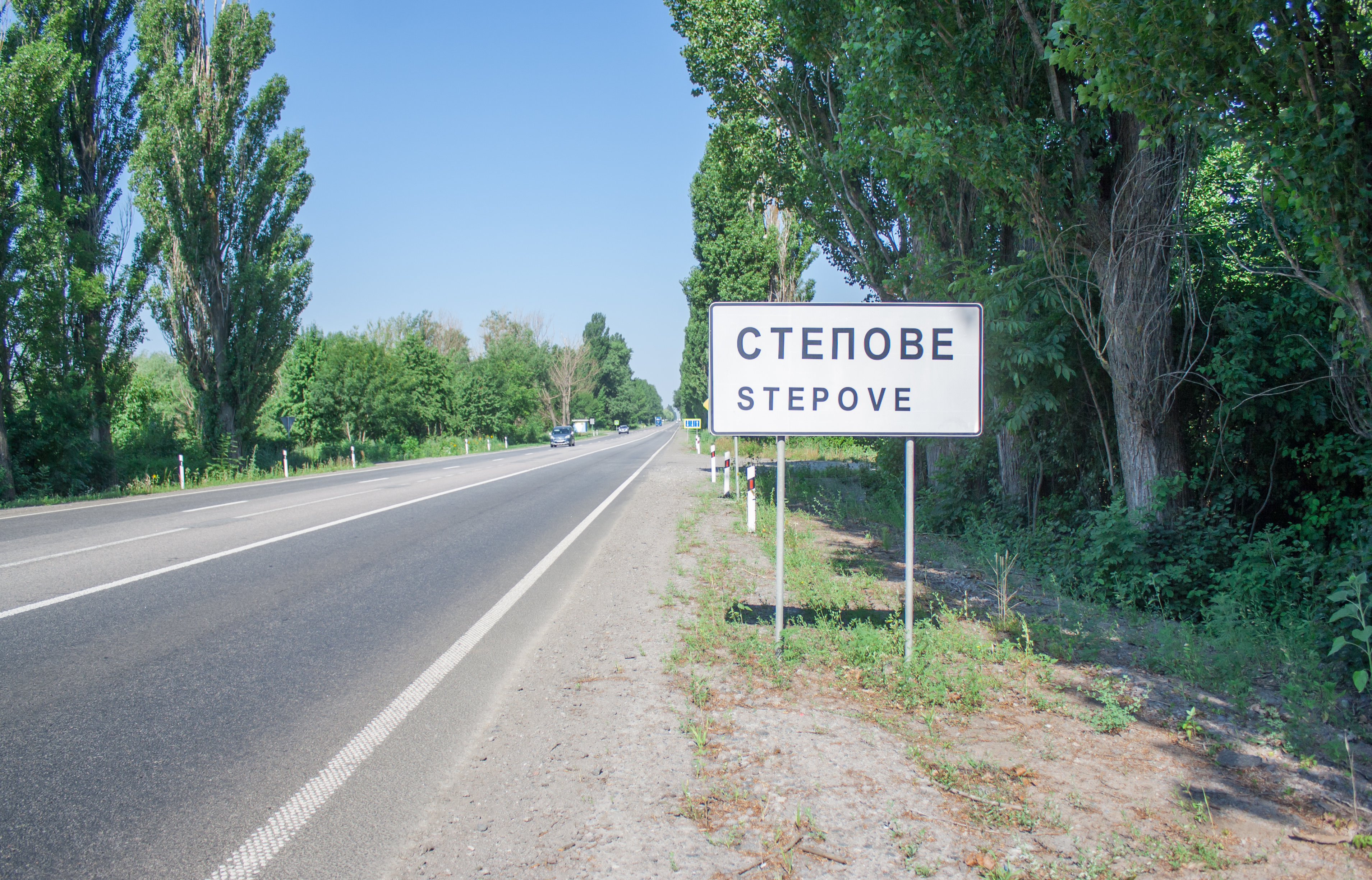
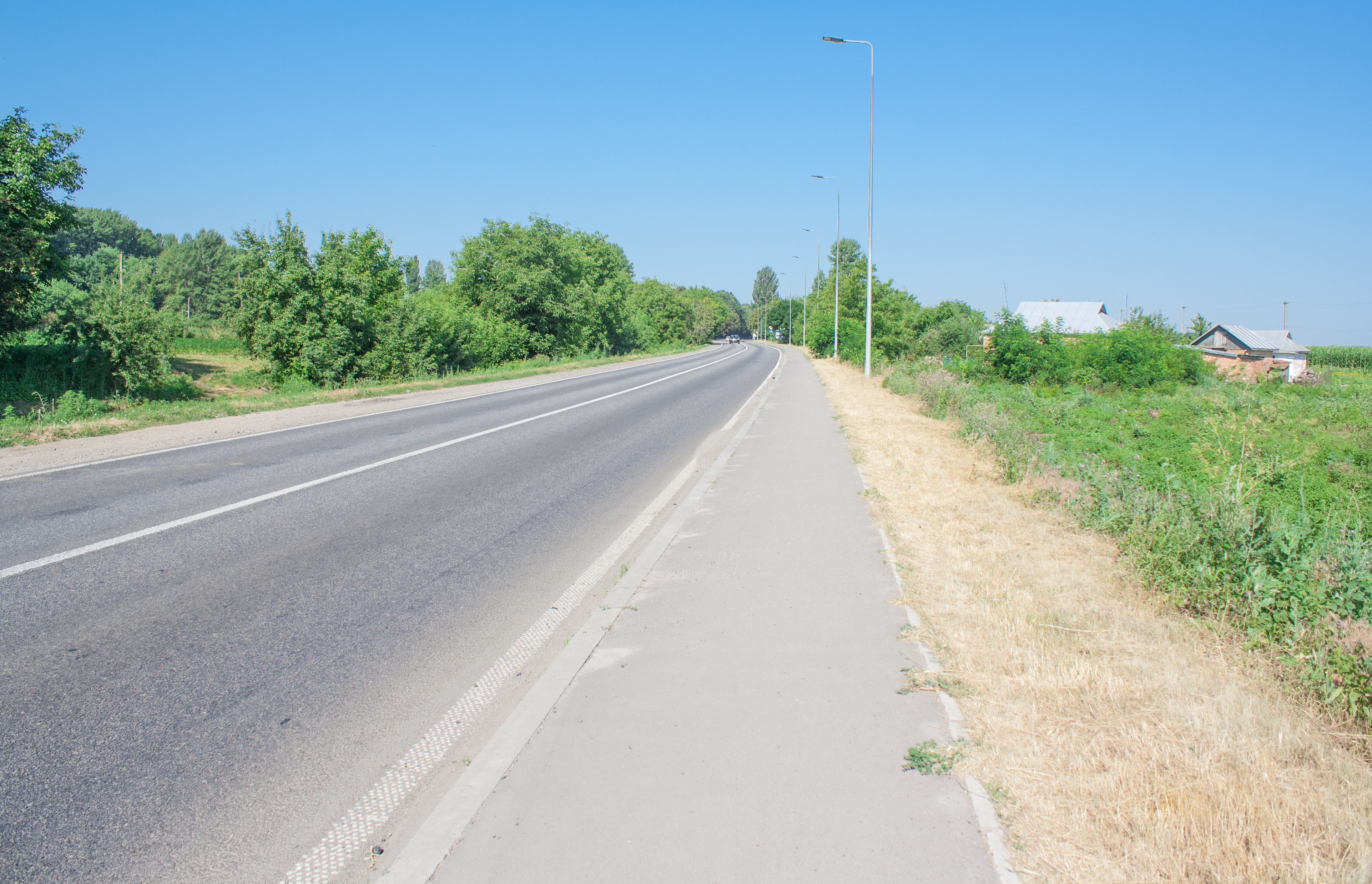
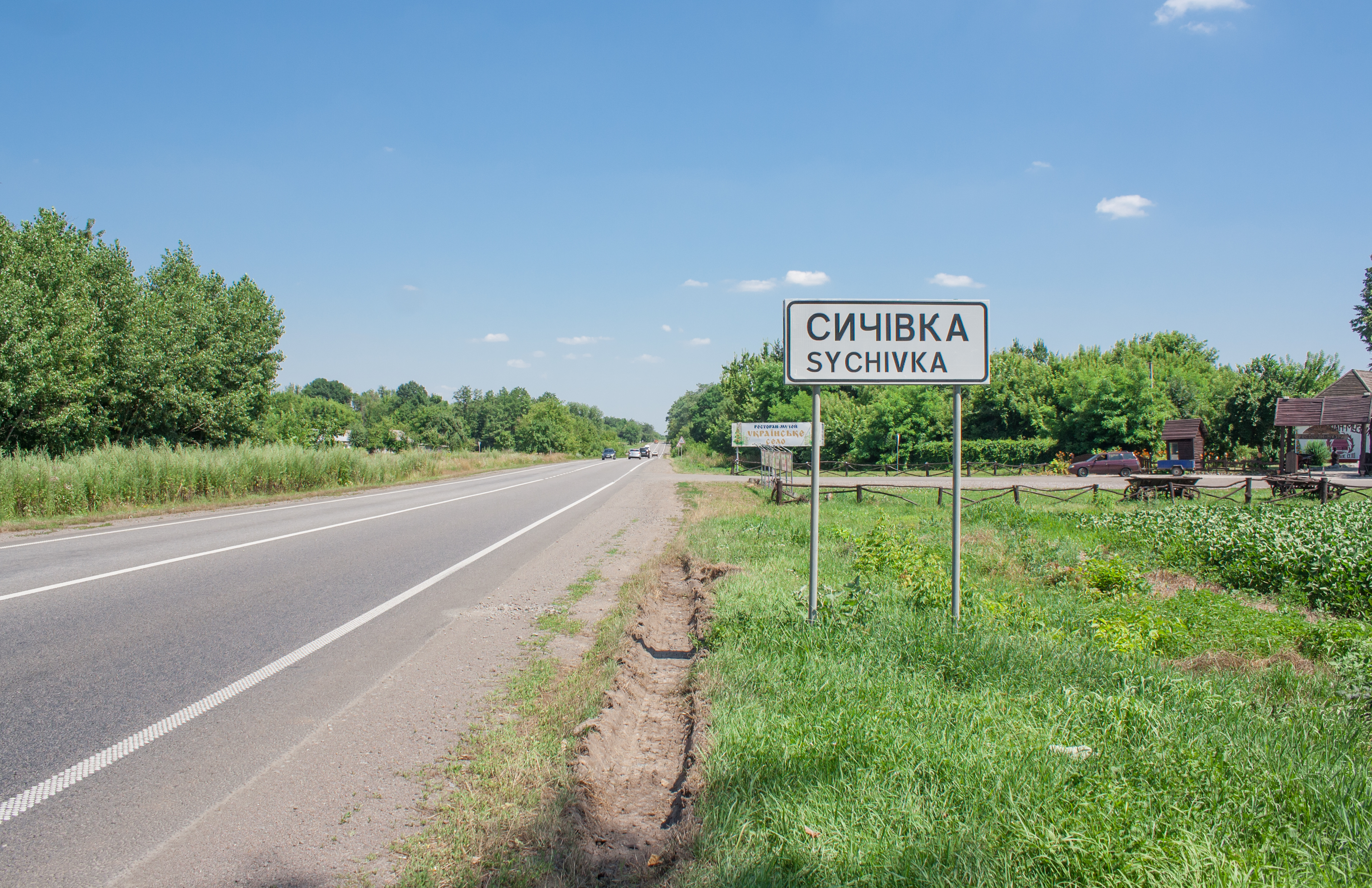
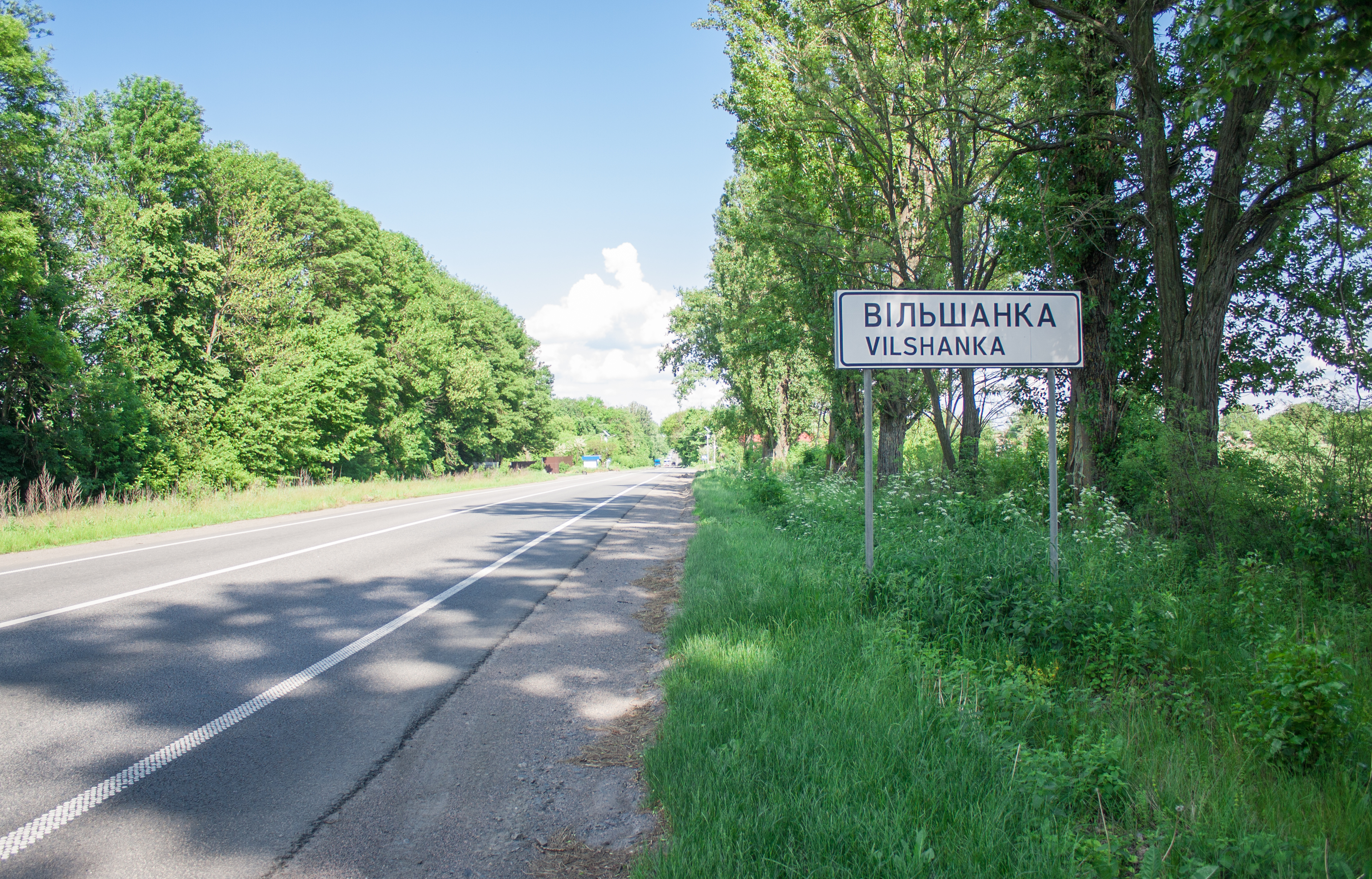
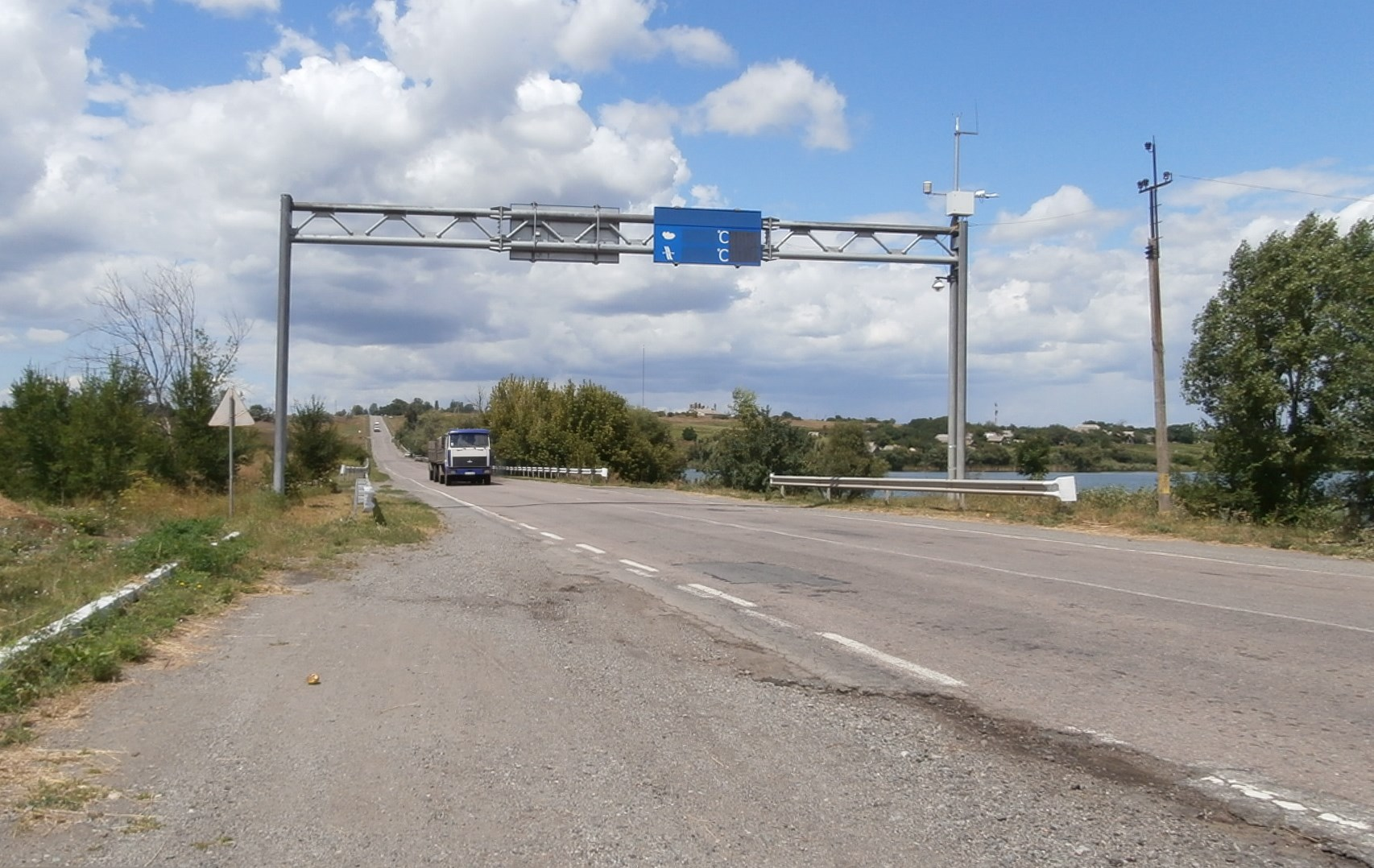

## Tracé
| Km      | Agglomérations | Carte interactive |
| ------- | -------------- | ----------------- |
| 0 km    | Stryi          |                   |
| 75 km   | Rohatyn        |                   |
| 153 km  | Ternopil       |                   |
| 201 km  | Volotchysk     |                   |
| 268 km  | Khmelnytskyï   |                   |
| 389 km  | Vinnytsia      |                   |
| 434 km  | Nemyriv        |                   |
| 548 km  | Ouman          |                   |
| 719 km  | Kropyvnytskyi  |                   |
| 746 km  | Znamianka      |                   |
| 780 km  | Oleksandria    |                   |
|         | Mykolaïvka     |                   |
| 948 km  | Dnipro         |                   |
| 1078 km | Petropavlivka  |                   |
| 1238 km | Donetsk        |                   |
| 1276 km | Debaltseve     |                   |
|         | Luhansk        |                   |
| 1418 km | Frontière      |                   |